# 1998年冬季残疾人奥林匹克运动会日本代表团
1998年冬季残疾人奥林匹克运动会日本代表团是日本派出的1998年冬季残疾人奥林匹克运动会代表团。获得12枚金牌、16枚银牌和13枚铜牌。